# Paracercion v-nigrum
Paracercion v-nigrum är en trollsländeart som först beskrevs av James George Needham 1930.  Paracercion v-nigrum ingår i släktet Paracercion och familjen dammflicksländor. IUCN kategoriserar arten globalt som livskraftig. Inga underarter finns listade i Catalogue of Life.